# Эль-Сардинеро (стадион)
Эль-Сардинеро (исп. Campos de Sport de El Sardinero) — футбольный стадион, расположенный в городе Сантандер, Испания. Домашний стадион клуба «Расинг Сантандер». Вместимость 22 222 человек.

## История
Первый стадион в Сантандере был построен в 1913 году, почти в одно время с основанием футбольного клуба «Расинг». Название стадиона происходит от одноимённого курортного района Эль-Сардинеро, известного своими пляжами.
В 1984 году клуб продал стадион муниципалитету, и в 150 метрах от него начались работы по возведению нового, более современного сооружения. 15 мая 1988 года состоялся последний матч Расинга на старом стадионе, уже 17 июня начался снос.
Современный стадион был открыт 20 августа 1988 года, на торжественной церемонии присутствовали алкайд Мануэль Хуэрто и президент «Расинга» Эмилио Боладо. Первая игра клуба на новом стадионе прошла против команды Овьедо.

## Описание
Стадион Эль-Сардинеро вмещает 22 тысячи человек. В 1999 году на стадионе были установлены два электронных табло. В Эль-Сардинеро есть свой пресс-центр, магазин, парковка, а также помещения для оказания медицинской помощи и отдыха.